# Tenexco, San Luis Potosí
Tenexco är en ort i Mexiko.   Den ligger i kommunen Tamazunchale och delstaten San Luis Potosí, i den sydöstra delen av landet, 200 km norr om huvudstaden Mexico City. Tenexco ligger 145 meter över havet och antalet invånare är 373.
Terrängen runt Tenexco är kuperad åt sydväst, men åt nordost är den platt. Runt Tenexco är det ganska tätbefolkat, med 86 invånare per kvadratkilometer. Närmaste större samhälle är Tamazunchale, 7,2 km nordväst om Tenexco. I omgivningarna runt Tenexco växer huvudsakligen savannskog.